# Martin Kuralt
Martin Kuralt, slovenski rimskokatoliški duhovnik, pesnik, knjižničar, filozof, publicist, * 21. oktober 1757, Žabnica, † 31. december 1845, Mirov, Češka.

## Življenjepis
Kuralt se je v noviciatu cisterijanskega samostana v Stični seznanil z Linhartom, ki je 1778 iztopil iz reda, leto pozneje pa tudi Kuralt; 1782 je bil ordiniran v ljubljanski škofiji. Zaradi pridige, v kateri je izvajal moralnost iz človekove narave, je izgubil kaplansko mesto pri škofu K. Herbersteinu. Od 1785 je delal v vseučeliščni knjižnici v Lvovu. Leta 1806 je ustanovil čebelarsko šolo, ki so jo obiskovali tudi semeniščniki. Zelo si je prizadeval, da bi se vrnil v Ljubljano. Leta 1809 je bil nekaj časa interniran zaradi svobodomiselnega pogleda, bil je pristaš francoskih revolucionarjev ter Napoleona, izražal je antiklerikalna stališča, zato je moral pod nadzor v škofjeloški oziroma novomeški samostan; 1823 je bil poslan v poboljševalnico v Mirov na Moravsko.

## Literarno delo
Kuralt je bil član Akademije delavnih, vendar pozneje ni pripadal Zoisovemu krogu. V članku Ein kleiner Versuch in krainerischen Volksliedern (Ilirski list, 1823) je predlagal, naj se za ljudstvo izda zbirka ljudskih in umetnih pesmi, ki naj bi bralce plemenitile s tem, da bi opevale naravne lepote, a hkrati nevsiljivo podajale splošno koristen, praktičen moralni nauk.
Pisal je latinske in nemške prigodnice, pisanje v slovenščini pa je namenil kmetom. Zgled takega pesništva je Jútrejna pésem èniga Krájnskega Kméta (pesem nastala po letu 1823). V pesmi se razsvetljenstvo in moralnovzgojna tendenca druži s poudarjenim odnosom do narave.
Prerodne ideja je Kuralt uveljavljal tako v pesništvu kot tudi v publicistiki. Publicistika je pisana v nemškem in latinskem jeziku, ter se ukvarja z moralno-teološkimi in filozofskimi vprašanji, njena poglavitna vrednost pa je v sistematičnem razvijanju razsvetljenskih nazorov. Znan je njegov spis, ki je ohranjen v olomouški knjižnici:  Kurzgefasste Beantwortung eineger Fragen aus der Psychologie und Literargeschichte v katerem odgovarja na vprašanja, kaj je razum in kaj um, kaj je pravir človeškega uma in kako se kaže ter kaj je najvišji človekov namen in kako ga doseči. V spisu mu je šlo predvsem  za razrešitev temeljnega filozofskega vprašanja, kaj je človek in kaj bog.